# 藍洞國家公園
24°47′23″N 77°56′41″E / 24.7896°N 77.9448°E
藍洞國家公園是巴拿馬的國家公園，位於安德羅斯島，面積162平方公里，始建於2002年，鄰近首都拿騷，擁有數千公頃松樹林，為紅腿鶇等野生鳥類提供棲息地。